# DOCK蛋白家族
DOCK（Dedicator of cytokinesis 的首字母缩写）蛋白家族是一类涉及细胞内信号转导网络的蛋白质家族。DOCK家族的蛋白带有RhoGEF结构域，是一种鸟苷酸交换因子（Guanine nucleotide exchange factors，GEFs），可促使Rho家族的一些小G蛋白（如Rac与Cdc42）释放GDP结合GTP，从而使Rho家族蛋白激活。

## 亚家族
DOCK蛋白家族可根据其序列同源性分为以下四个亚家族：
- DOCK-A 亚家族
  - DOCK1（也称为 Dock180）
  - Dock2
  - Dock5
- DOCK-B 亚家族
  - Dock3（也称为 MOCA 或 PBP）
  - Dock4
- DOCK-C 亚家族（也称为 Zir 亚家族）
  - Dock6（也称为 Zir1）
  - Dock7（也称为 Zir2）
  - Dock8（也称为 Zir3）
- DOCK-D 亚家族（也称为 Zizimin 亚家族）
  - Dock9 （也称为 Zizimin1）
  - Dock10（也称为 Zizimin3）
  - Dock11（也称为 Zizimin2）